# Leviathan (альбом Therion)
Leviathan (с англ. — «Левиафан») — семнадцатый студийный альбом шведской симфоник-метал-группы Therion, вышедший 22 января 2021 года на лейбле Nuclear Blast. Это первый альбом из одноимённой трилогии альбомов: Leviathan II вышел в 2022 году, а Leviathan III вышел в конце в 2023-го года. Из-за пандемии коронавируса музыканты записывали свои партии в разных странах, а не одновременно в студии, как обычно. К альбому сняты видеоклипы на песни «Die Wellen der Zeit», «Tuonela» и «Eye of Algol», а также видео с текстом на песню «Leviathan».
Альбом получил в прессе умеренно положительные отзывы; критики восприняли его как возвращение Therion к привычному звучанию 2000-х после двух более лёгких и экспериментальных альбомов. Вокалист Томас Викстрём подтвердил, что группа стремилась сделать более «нормальный» альбом, как в старые времена.

## Список композиций
| №                   | Название                     | Музыка                            | Длительность |
| ------------------- | ---------------------------- | --------------------------------- | ------------ |
| 1.                  | «The Leaf on the Oak of Far» | Кристофер Йонссон, Томас Викстрём | 3:38         |
| 2.                  | «Tuonela»                    | Кристофер Йонссон                 | 4:37         |
| 3.                  | «Leviathan»                  | Кристофер Йонссон                 | 4:01         |
| 4.                  | «Die Wellen der Zeit»        | Налле Пальсон                     | 3:46         |
| 5.                  | «Aži Dahāka»                 | Кристофер Йонссон                 | 3:06         |
| 6.                  | «Eye of Algol»               | Кристофер Йонссон, Томас Викстрём | 4:03         |
| 7.                  | «Nocturnal Light»            | Томас Викстрём                    | 5:37         |
| 8.                  | «Great Marquis of Hell»      | Кристофер Йонссон, Томас Викстрём | 2:36         |
| 9.                  | «Psalm of Retribution»       | Кристофер Йонссон, Томас Викстрём | 5:03         |
| 10.                 | «El Primer Sol»              | Кристофер Йонссон, Томас Викстрём | 3:37         |
| 11.                 | «Ten Courts of Diyu»         | Кристофер Йонссон, Томас Викстрём | 5:29         |
| Общая длительность: | Общая длительность:          | Общая длительность:               | 45:33        |

Бонус-треки в некоторых изданиях:
| №   | Название                                    | Длительность |
| --- | ------------------------------------------- | ------------ |
| 12. | «Eye of Algol (alternative vocals version)» | 4:03         |
| 13. | «Tuonela (full Marco vocals version)»       | 4:37         |
| 14. | «Tuonela (alternative vocals version)»      | 4:37         |
| 15. | «Tuonela (instrumental version)»            | 4:37         |
| 16. | «Tuonela (orchestral version)»              | 4:37         |

## Участники записи

### Therion
- Кристофер Йонссон — ритм-гитара, клавишные, программирование, продюсер[9]
- Налле Пальсон — бас-гитара
- Томас Викстрём — тенор-вокал (треки 1, 2, 5, 7-11)
- Кристиан Видаль — соло-гитара
- Лори Льюис — сопрано-вокал (треки 3, 7, 8, 9)

Штатный концертный ударник Therion Сами Карпинен в записи альбома не участвовал.

### Приглашённые музыканты
- Марко Хиетала — вокал (трек 2)
- Матс Левен — вокал (трек 9)
- Ноа Груман — вокал (трек 11)
- Бьёрн Хёглунд — ударные (треки 1, 2, 3, 6, 8, 9)
- Фабио «Wolf» Амурри — клавишные, программирование
- Алли Сторх-Хукриеде — скрипка (трек 2)
- Йонас Ойвалл — орган Хаммонда (треки 5, 6)
- Сноуи Шоу — ударные (треки 4, 5, 7, 10, 11)
- Таида Назраич — вокал (треки 2, 4, 11)
- Hellscore — вокал (хор)
- Киара «Dusk» Мальвестити — сопрано-вокал (треки 3, 5, 7)
- Розалиа Сайрем — вокал (треки 1, 6, 10)

## Тема текстов
Альбом не имеет центральной концепции, но, как и на большинстве альбомов Therion, все песни посвящены мифологии. Автор всех текстов — Пер Альбинсон. О значении каждой песни и истории их создания Кристофер Йонссон рассказал на официальной странице группы в Facebook.
- «The Leaf on the Oak of Far» («Лист с дальнего дуба») — песня про Камула, кельтского бога войны.
- «Tuonela» («Туонела») — Туонела — загробный мир в финской мифологии.
- «Leviathan» («Левиафан») — Левиафан — гигантское морское чудовище в Библии.
- «Die Wellen der Zeit» («Волны времени») — о германской богине плодородия Нерте[10].
- «Aži Dahāka» («Ажи-Дахака») — Заххак — в иранской мифологии змеиный царь, трёхглавый змей.
- «Eye of Algol» («Око Алголя») — Алголь — звезда в созвездии Персея, которую греки отождествляли с головой Медузы Горгоны.
- «Nocturnal Light» («Ночной свет») — песня об Инанне, шумерской богине любви.
- «Great Marquis of Hell» («Великий маркиз ада») — о демоне Аамоне из книги Малый ключ Соломона. Therion предлагали Кингу Даймонду, известному своим «демоническим» сценическим образом, записать вокал к этой песне, но тот оказался слишком занят.
- «Psalm of Retribution» («Псалм возмездия») — песня основана на Каббале и упоминает злых духов Клипот.
- «El Primer Sol» («Первое солнце») — о боге-творце Тескатлипоке из ацтекской мифологии. Песня задумана как продолжение песни «Quetzalcoatl» с альбома Lemuria.
- «Ten Courts of Diyu» («Десять судов Диюя») — о Диюй, загробном мире китайской мифологии. Тему подчёркивает использование в песне элементов китайской народной музыки.

## Сертификация
| Чарт (2021)                     | Высшее положение |
| ------------------------------- | ---------------- |
| Германия (Offizielle Top 100)   | 11               |
| Швейцария (Schweizer Hitparade) | 12               |
| Венгрия (MAHASZ)                | 15               |
| Польша (ZPAV)                   | 25               |
| Бельгия/Фландрия (Ultratop)     | 173              |
| Австрия (Ö3 Austria)            | 45               |